# Unione Sportiva Caratese 1940-1941
Questa voce raccoglie le informazioni riguardanti l'Unione Sportiva Caratese nelle competizioni ufficiali della stagione 1940-1941.

## Rosa
| N. |                   | Ruolo | Calciatore      |
| -- | ----------------- | ----- | --------------- |
|    | Italia (bandiera) | C     | Maurizio Biella |
|    | Italia (bandiera) | D     | Luigi Bonvini   |
|    | Italia (bandiera) | C     | Giacomo Bosco   |
|    | Italia (bandiera) | P     | Aldo Bosticco   |
|    | Italia (bandiera) | P     | Cesare Casirago |
|    | Italia (bandiera) | D     | Giuseppe Cesana |
|    | Italia (bandiera) | C     | Bruno Foglia    |
|    | Italia (bandiera) | D     | Luigi Giussani  |

| N. |                   | Ruolo | Calciatore        |
| -- | ----------------- | ----- | ----------------- |
|    | Italia (bandiera) | D     | Guido Maconi      |
|    | Italia (bandiera) | C     | Alberto Molteni   |
|    | Italia (bandiera) | A     | Riccardo Pulici   |
|    | Italia (bandiera) | D     | Carlo Redaelli    |
|    | Italia (bandiera) | A     | Virginio Sala     |
|    | Italia (bandiera) | A     | Argo Scolari      |
|    | Italia (bandiera) | D     | Alfredo Valsecchi |
|    | Italia (bandiera) | A     | Carlo Vergani     |